# Chasmocephalon neglectum
Espèce
Chasmocephalon neglectum est une espèce d'araignées aranéomorphes de la famille des Anapidae.

## Distribution
Cette espèce est endémique d'Australie-Occidentale. Elle se rencontre vers le Swan et Windy Harbour.

## Description
La femelle décrite par Platnick et Forster en 1989 mesure 1,31 mm.

## Publication originale
- O. Pickard-Cambridge, 1889 : On some new species and a new genus of Araneida. Proceedings of the Zoological Society of London, vol. 1889, p. 34-46 (texte intégral).